# Liste der Naturdenkmale in Weilrod
Die Liste der Naturdenkmale in Weilrod nennt die im Gebiet der Gemeinde Weilrod im Hochtaunuskreis in Hessen gelegenen Naturdenkmale.
| Bild                          | Bezeichnung               | Ortsteil, Lage                                  | Beschreibung | Art        | Nr. |
| ----------------------------- | ------------------------- | ----------------------------------------------- | --- | ---------- | --- |
| mehr Fotos \| Fotos hochladen | Bäume an der alten Schule | Gemünden 50° 21′ 32,6″ N, 8° 24′ 23,6″ O        | Drei Stieleichen die anlässlich des Dreikaiser-Jahres 1888 gepflanzt wurden, sowie eine Winterlinde die am 400. Geburtstag Martin Luthers gepflanzt wurde.   | Stieleiche | 11  |
| BW                            | Eiche am Hof Talblick     | Rod an der Weil 50° 21′ 4,7″ N, 8° 23′ 8,1″ O   | Sehr alter Baum mit kurzem, gegabeltem Stamm und insgesamt auffällig gedrungenem Wuchs.                                                                      | Eiche      | 13  |
| BW                            | Kiefer am Tannenkopf      | Weilrod 50° 20′ 45,1″ N, 8° 21′ 14,3″ O         | Kiefer mit schlangenartig gewundenem Stamm. In dieser Ausprägung im Hochtaunuskreis einmalig.                                                                | Kiefer     | 14  |
| mehr Fotos \| Fotos hochladen | Lutherlinde               | Rod an der Weil 50° 20′ 31,8″ N, 8° 22′ 47,7″ O | Am 400. Geburtstag von Martin Luther gepflanzter Baum mit ausgeprägter Kronenbildung.                                                                        | Linde      | 17  |
| Fotos hochladen               | Linden an der Kirche      | Oberlauken 50° 20′ 5,8″ N, 8° 26′ 3,9″ O        | Sechs starke Linden mit weit ausladenden Kronen auf dem Friedhof von Oberlauken. Siehe hierzu auch Oberlauken#Kapelle.                                       | Linde      | 18  |
| BW                            | Linde an der K 741        | Oberlauken 50° 20′ 8,1″ N, 8° 26′ 4,8″ O        | Tief beasteter, alter Solitärbaum an der Kreisstraße gegenüber der Kapelle mit weit ausladender Krone.                                                       | Linde      | 19  |
| Fotos hochladen               | Linden am Graben          | Oberlauken 50° 19′ 54,1″ N, 8° 25′ 50,4″ O      | Einheit aus vier rautenförmig zueinander angeordneten Linden mit weit ausladenden Kronen.                                                                    | Linde      | 20  |
| Fotos hochladen               | Linde an der alten Schule | Cratzenbach 50° 19′ 36″ N, 8° 23′ 6,8″ O        | Alter, hochgewachsener Baum der den alten Ortsmittelpunkt von Cratzenbach markiert.                                                                          | Linde      | 22  |
| mehr Fotos \| Fotos hochladen | Tümpel an der Erbismühle  | Weilrod 50° 19′ 9,1″ N, 8° 24′ 43,3″ O          | Sehr schönes Amphibienlaichgebiet mit umgebenden Schilfflächen und angrenzender Pestwurzelflur. Wichtiges Biotop für verschiedenste Tier- und Pflanzenarten. |            | 31  |

## Ehemalige Naturdenkmale
| Bild | Bezeichnung                     | Ortsteil, Lage                                             | Beschreibung | Art   | Nr. |
| ---- | ------------------------------- | ---------------------------------------------------------- | --- | ----- | --- |
| BW   | Linde auf dem Friedhof          | Emmershausen 50° 21′ 59,4″ N, 8° 22′ 45″ O                 | Sehr alter Baum mit weit ausladender Krone. Wegen mangelnder Standsicherheit im Jahr 2013 gefällt, 2015 aus dem Verzeichnis gestrichen.                                       | Linde | 8   |
| BW   | Linde auf dem Bangert (gefällt) | Emmershausen, Lindenstraße 50° 21′ 49,6″ N, 8° 22′ 27,6″ O | Eine von ehemals zwei sehr alten Linden am Dorfeingang von Emmershausen. Musste bereits gefällt werden. 1999 wegen Unfallgefahr gefällt, 2015 aus dem Verzeichnis gestrichen. | Linde | 10  |
| BW   | Linde am Schlossberg            | Weilrod 50° 19′ 5″ N, 8° 24′ 28,3″ O                       | Sehr alter Baum von bemerkenswert kleinem und knorrigem Wuchs. Nach mehreren Rückschnitten zur Verkehrssicherung im Jahr 2015 aus dem Verzeichnis gestrichen.                 | Linde | 32  |

## Belege
1. ↑  
Naturdenkmale. www.hochtaunuskreis.de, archiviert vom Original am 20. Februar 2016; abgerufen am 27. April 2016.
2. ↑  
11 (555) Bäume an der alten Schule. Archiviert vom Original am 20. Februar 2016; abgerufen am 27. April 2016.
3. ↑  
13 (550) Eiche am Hof Talblick. Archiviert vom Original am 1. März 2016; abgerufen am 27. April 2016.
4. ↑  
14 (552) Kiefer am Tannenkopf. Archiviert vom Original am 1. März 2016; abgerufen am 27. April 2016.
5. ↑  
17 (551) Lutherlinde. Archiviert vom Original am 20. Februar 2016; abgerufen am 27. April 2016.
6. ↑  
17 (551) Lutherlinde. Archiviert vom Original am 1. März 2016; abgerufen am 27. April 2016.
7. ↑  Hans-Walter Herpel: Die Linden an der Kapelle Oberlauken. In: Ingrid Berg (Hrsg.): Heimat Hochtaunus. Frankfurt am Main 1988, ISBN 3-7829-0375-7
8. ↑  
19 (560) Linde an der K741. Archiviert vom Original am 1. März 2016; abgerufen am 27. April 2016.
9. ↑  
20 (559) Linden am Graben. Archiviert vom Original am 20. Februar 2016; abgerufen am 27. April 2016.
10. ↑  
22 (561) Linde an der alten Schule. Archiviert vom Original am 20. Februar 2016; abgerufen am 27. April 2016.
11. ↑  
31 (556) Tümpel an der Erbismühle. Archiviert vom Original am 1. März 2016; abgerufen am 27. April 2016.
12. ↑  
8 (554) Linde am Friedhof. Archiviert vom Original am 1. März 2016; abgerufen am 27. April 2016.
13. 1 2 3  
Zweite Verordnung zum Schutz von Naturdenkmalen im Hochtaunuskreis Vom 19. Oktober 2015. (pdf; 4,29 MB) Der Kreisausschuss des Hochtaunuskreises -Untere Naturschutzbehörde-, 23. März 2016, abgerufen am 27. April 2016.
14. ↑  
10 (553) Linde auf dem Bangert (gefällt). Archiviert vom Original am 20. Februar 2016; abgerufen am 27. April 2016.
15. ↑  
32 (557) Linde am Schloßberg. Archiviert vom Original am 1. März 2016; abgerufen am 27. April 2016.

- Karte mit allen Koordinaten:
- OSM |
- WikiMap